# Owen King
Owen Philip King (Bangor, 21 febbraio 1977) è uno scrittore statunitense, figlio degli scrittori Stephen King e Tabitha Jane Spruce.

## Biografia
È il membro più giovane della famiglia King e terzogenito dopo Joseph Hillström King, anch'egli scrittore, e Naomi King.
Nel 2005 pubblica il suo primo libro Siamo tutti nella stessa barca (We're All in This Together), una raccolta di tre racconti e un romanzo mentre nel 2013 pubblica il romanzo Double Feature. Nel 2017 esce il romanzo Sleeping Beauties, scritto in collaborazione con il padre.
È sposato con Kelly Braffet.

## Riconoscimenti
- John Gardner Award

## Opere
- 2005 – Siamo tutti nella stessa barca (We're All in This Together, I ed. it. Milano, Frassinelli, 2006)
- 2013 – Double Feature
- 2017 – Sleeping Beauties (I ed. it. Milano, Sperling & Kupfer, 2017) - scritto con Stephen King
- 2023 – Il museo dei misteri (The Curator, I ed. it. Milano, Sperling & Kupfer, 2024)